# Bugaj (Busko)
Pour les articles homonymes, voir Bugaj.
Bugaj est une localité polonaise de la gmina de Gnojno, située dans le powiat de Busko en voïvodie de Sainte-Croix.